# 30ª edizione dei Directors Guild of America Award
La 30ª edizione dei Directors Guild of America Award si è tenuta nel corso del 1978 e ha premiato il migliore regista cinematografico e i migliori registi televisivi del 1977.

## Cinema
- Woody Allen – Io e Annie (Annie Hall)
- George Lucas – Guerre stellari (Star Wars)
- Herbert Ross – Due vite, una svolta (The Turning Point)
- Steven Spielberg – Incontri ravvicinati del terzo tipo (Close Encounters of the Third Kind)
- Fred Zinnemann – Giulia (Julia)

## Televisione

### Serie drammatiche
- John Erman – Radici (Roots) per la 2ª puntata
- Joseph Hardy – James (James at 15) per l'episodio Friends
- E. W. Swackhamer – In casa Lawrence (Family) per gli episodi Acts of Love: Part 1 e Acts of Love: Part 2

### Serie commedia
- Paul Bogart – Arcibaldo (All in the Family) per gli episodi Il 50º compleanno di Edith (parte 1) (Edith's 50th Birthday: Part 1) e Il 50º compleanno di Edith (parte 2) (Edith's 50th Birthday: Part 2)
- Alan Alda e Burt Metcalfe – M*A*S*H per gli episodi Compagni d'armi (parte 1) (Comrades in Arms: Part 1) e Compagni d'armi (parte 2) (Comrades in Arms: Part 2)
- Jay Sandrich– Bolle di sapone (Soap) per il 7º episodio

### Special, film tv e trasmissioni d'attualità
- Daniel Petrie – Eleanor and Franklin: The White House Years
- David Greene – Radici (Roots) per la 1ª puntata
- Gary Nelson – Washington: Behind Closed Doors

### Trasmissioni d'attualità
- Raymond Lockhart – A Day with President Carter
- Marvin Einhorn – The Today Show
- Marty Pasetta – 49ª edizione dei Premi Oscar

### Trasmissioni musicali e d'intrattenimento
- Arthur Fisher – Neil Diamond: I'm Glad You're Here with Me Tonight
- Tony Charmoli – Mitzi Sings into Spring
- Bill Davis – Sinatra and Friends

### Documentari e news
- Perry Miller Adato – Georgia O'Keeffe
- John Cosgrove – Jill Kinmont: From Tragedy to Triumph
- Jack Haley Jr. – Life Goes to War: Hollywood and the Home Front

## Premi speciali

### Premio per il membro onorario
- David Butler